# 攝津市
攝津市（日语：／ Settsu shi */?）是位於日本大阪府北部，淀川右岸的城市，距離大阪市市區僅約12公里。

## 人口
| 攝津市人口分布圖 |                                               |  |
| 攝津市與日本全國年齡別人口分布比較圖 （2005年資料） | 攝津市的年齡、男女別人口分布圖 （2005年資料） |  |
| ■紫色是攝津市 ■綠色是全国 | ■藍色是男性 ■紅色是女性                       |  |
| 攝津市人口變化 \| 1970年 \| 60,116人 \| \| \| 1975年 \| 76,704人 \| \| \| 1980年 \| 80,684人 \| \| \| 1985年 \| 86,332人 \| \| \| 1990年 \| 87,453人 \| \| \| 1995年 \| 87,330人 \| \| \| 2000年 \| 85,065人 \| \| \| 2005年 \| 85,009人 \| \| \| 2010年 \| 83,720人 \| \| \| 2015年 \| 85,007人 \| \| \| 2020年 \| 87,456人 \| \| |                                               |  |
| 資料來源：日本總務省統計中心提供之人口普查數據 |                                               |  |
| 1970年 | 60,116人                                      |  |
| 1975年 | 76,704人                                      |  |
| 1980年 | 80,684人                                      |  |
| 1985年 | 86,332人                                      |  |
| 1990年 | 87,453人                                      |  |
| 1995年 | 87,330人                                      |  |
| 2000年 | 85,065人                                      |  |
| 2005年 | 85,009人                                      |  |
| 2010年 | 83,720人                                      |  |
| 2015年 | 85,007人                                      |  |
| 2020年 | 87,456人                                      |  |

## 歷史
過去在令制國時代屬於攝津國嶋下郡，9世紀末現在的鳥飼地區曾被律令政府設置「鳥養牧」，在此放牧牛馬，後來也成為在淀川往來的貴族中停休憩的場所，宇多天皇甚至也在此建立了鳥養院離宮。
16世紀末，織田信長之弟織田長益（有樂齋）成為豐臣秀吉的御伽眾後並領有本地味舌2千石的領地，關原之戰後由於功績受封位於大和國山邊郡的新領地，成為大名，但由於織田長益仍將陣屋設於味舌，因此稱為味舌藩。但在17世紀初，織田長益將大和國的領地分給四男、五男後，位於味舌的大部分領地因無人繼承而被幕府收回。
至19世紀江戶時代結束時，現在攝津市的轄區西半部大多為幕府直屬和芝村藩的領地，東半部為高槻藩的領地，其他另有少部分區域屬於古河藩、淀藩和宮家閑院宮。明治維新後，這些區域曾先後隸屬大阪府司農局、大阪府北司農局、攝津縣、豐崎縣、兵庫縣、高槻縣、淀縣、芝村縣、古河縣；1871年第一次府縣整併後，才全數被整併至大阪府。
1889年實施町村制，現在的攝津市範圍在當時分屬：味生村、鳥飼村、味舌村和三宅村共四個行政區劃；味舌村先於1950年升格為味舌町後，於1956年與味生村、鳥飼村合併為三島町，三宅村在1957年併入茨木市後，又陸續將原屬三宅村南部的區域自茨木市改併入三島町。1966年，三島町升格改制為市，由於當時在靜岡縣已經有名為「三島市」的市級行政區劃，因此便以舊的國名「攝津國」命名，更名為攝津市。

### 變遷表
| 1889年4月1日 | 1889年 - 1912年 | 1912年 - 1944年 | 1945年 - 1954年     | 1955年 - 1988年      | 1955年 - 1988年                       | 1989年 - 現在                         | 現在                                  |
| ------------ | --------------- | --------------- | ------------------- | -------------------- | ------------------------------------- | ------------------------------------- | ------------------------------------- |
| 味舌村       | 味舌村          | 味舌村          | 1950年4月1日 味舌町 | 1956年9月30日 三島町 | 1966年11月1日 三島市 同日改名為摄津市 | 1966年11月1日 三島市 同日改名為摄津市 | 1966年11月1日 三島市 同日改名為摄津市 |
| 味生村       |                 |                 |                     | 1956年9月30日 三島町 | 1966年11月1日 三島市 同日改名為摄津市 | 1966年11月1日 三島市 同日改名為摄津市 | 1966年11月1日 三島市 同日改名為摄津市 |
| 鸟饲村       |                 |                 |                     | 1956年9月30日 三島町 | 1966年11月1日 三島市 同日改名為摄津市 | 1966年11月1日 三島市 同日改名為摄津市 | 1966年11月1日 三島市 同日改名為摄津市 |

## 交通
阪急電鐵京都本線和西日本旅客鐵道JR京都線以南北向穿過轄區西部，大阪高速鐵道大阪單軌電車線和東海旅客鐵道的東海道新幹線則是穿過轄區中心，其中東海道新幹線在轄內設有鳥飼車輛基地，一旁同時也有日本貨物鐵道的大阪貨物總站。近畿自動車道以南北向從轄區中央穿過。
轄區東部和南部由於未設有鐵路車站，主要依賴阪急巴士、近鐵巴士、京阪巴士、大阪城市巴士的客運路線。

### 鐵路
西日本旅客鐵道（JR西日本）
- 東海道本線（JR京都線）：（←茨木市） - 千里丘站 - （吹田市→）

阪急電鐵
- 京都本線：（←吹田市） - 正雀站 - 攝津市站 - （茨木市→）

大阪高速鐵道
- 大阪單軌電車線：（←茨木市） - 攝津站 - 南攝津站 - （守口市→）

日本貨物鐵道（JR貨物）
- 東海道本線貨物支線：（吹田市） - （吹田貨物總站（日语：吹田貨物ターミナル駅）） - 大阪貨物總站

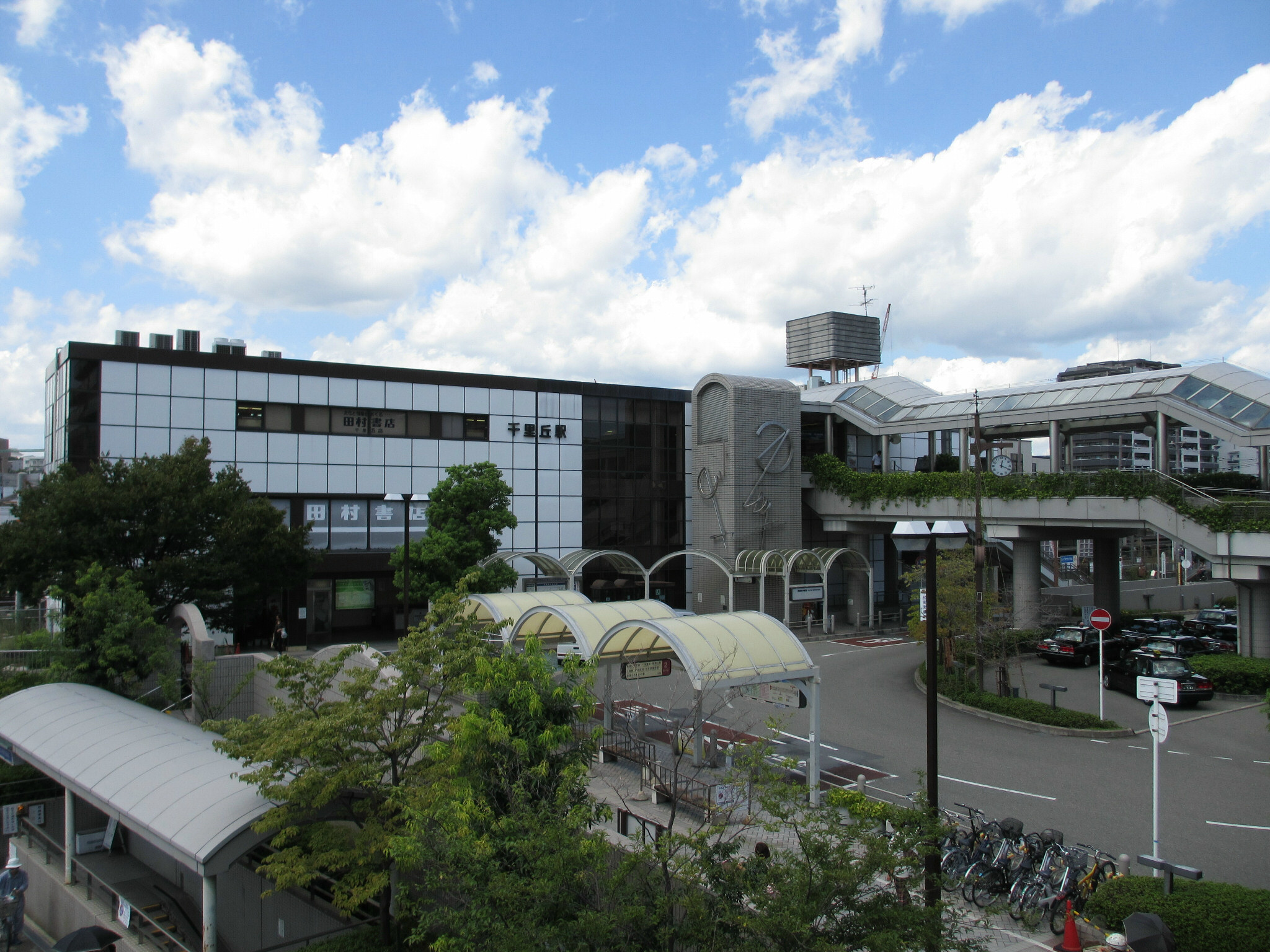
千里丘車站
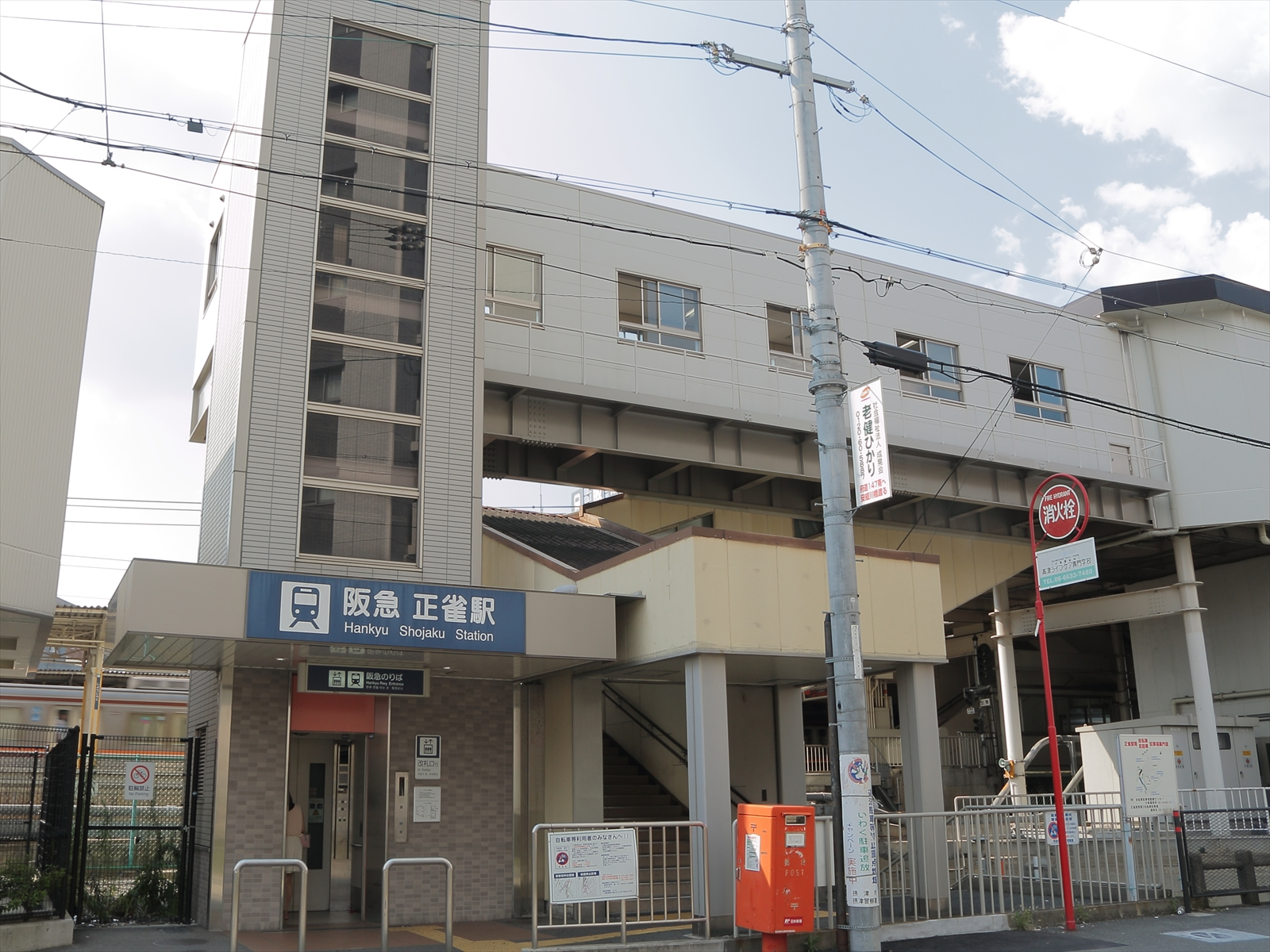
正雀車站南口
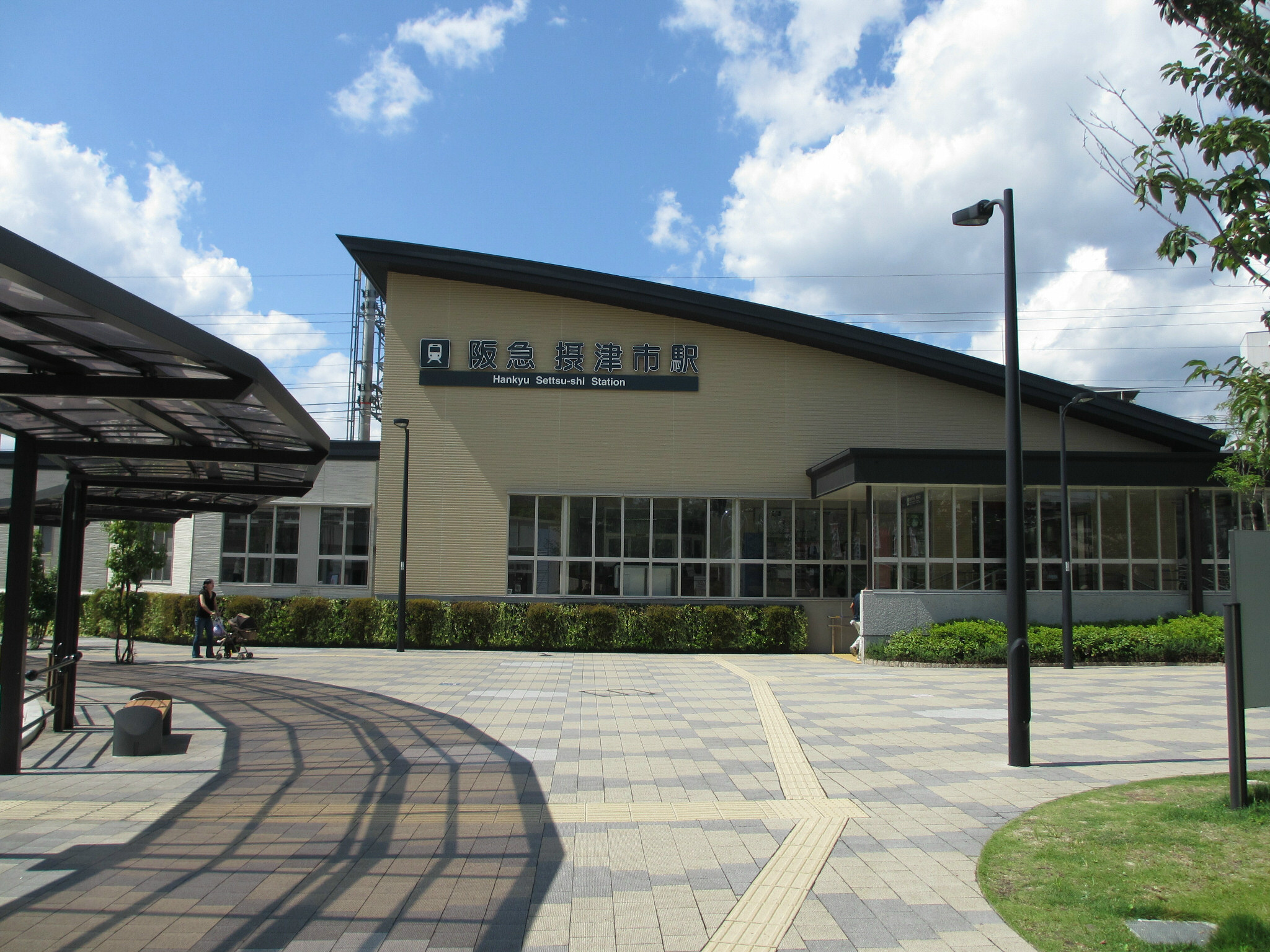
攝津市車站
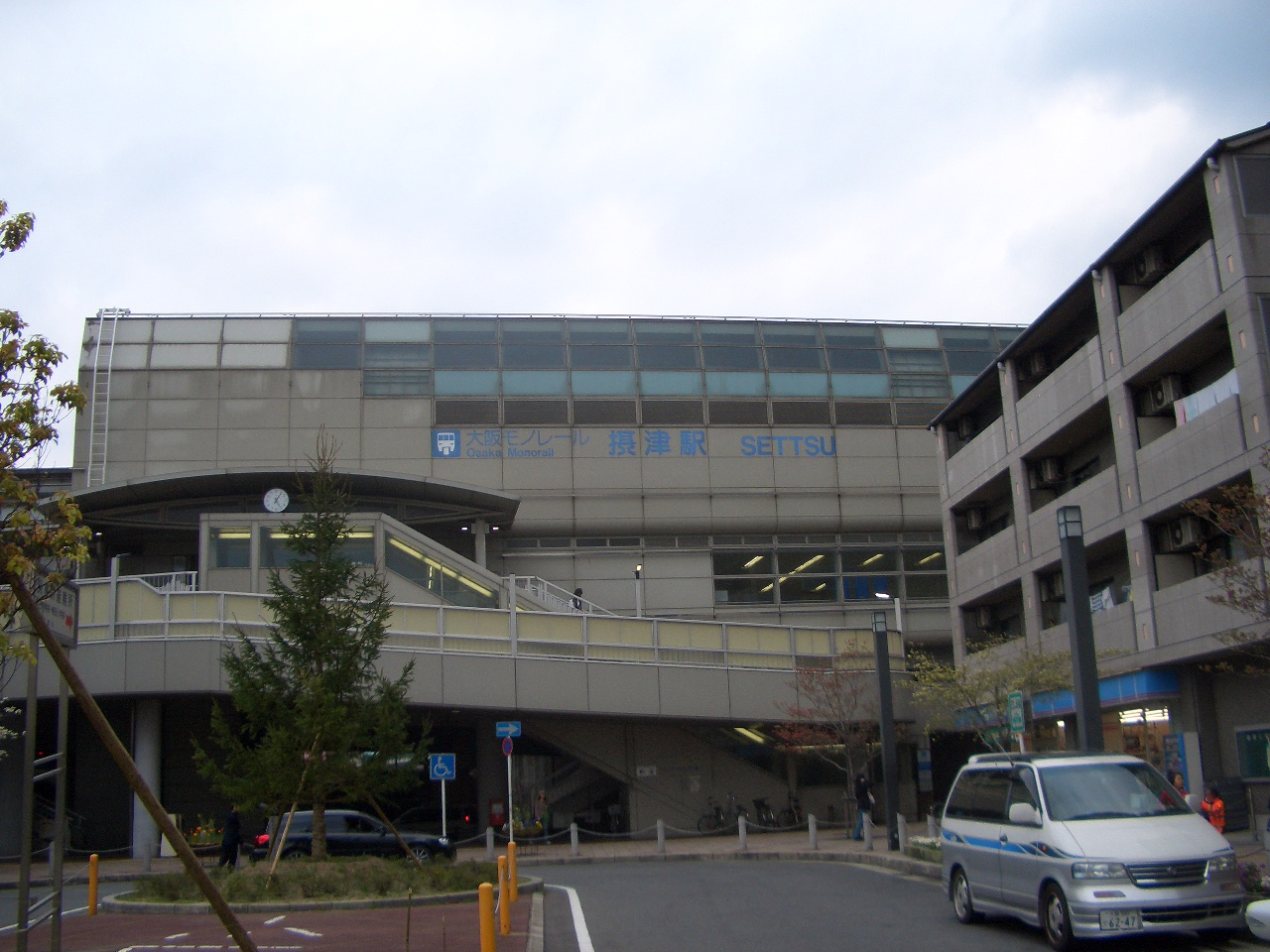
攝津車站
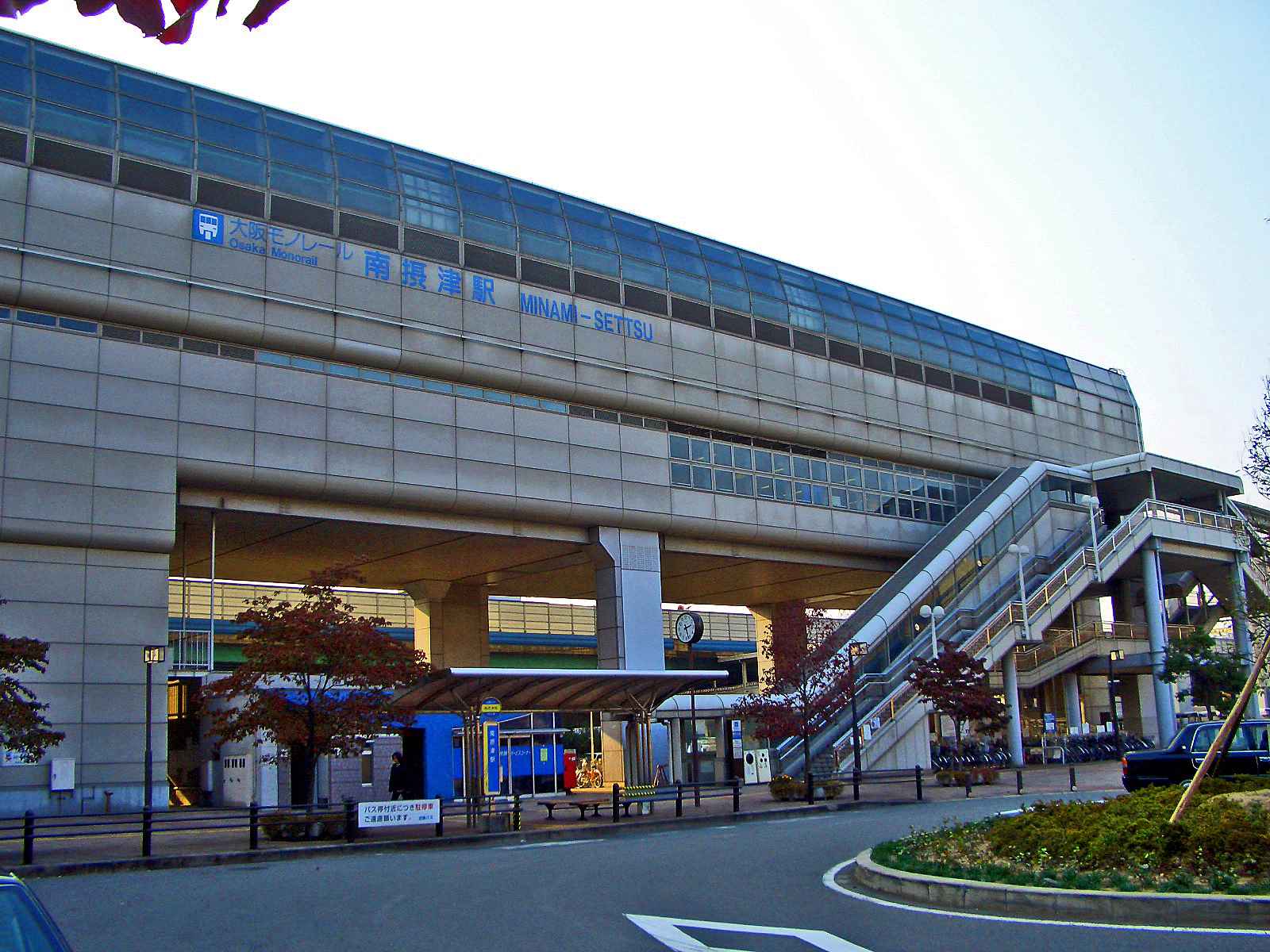
南攝津車站
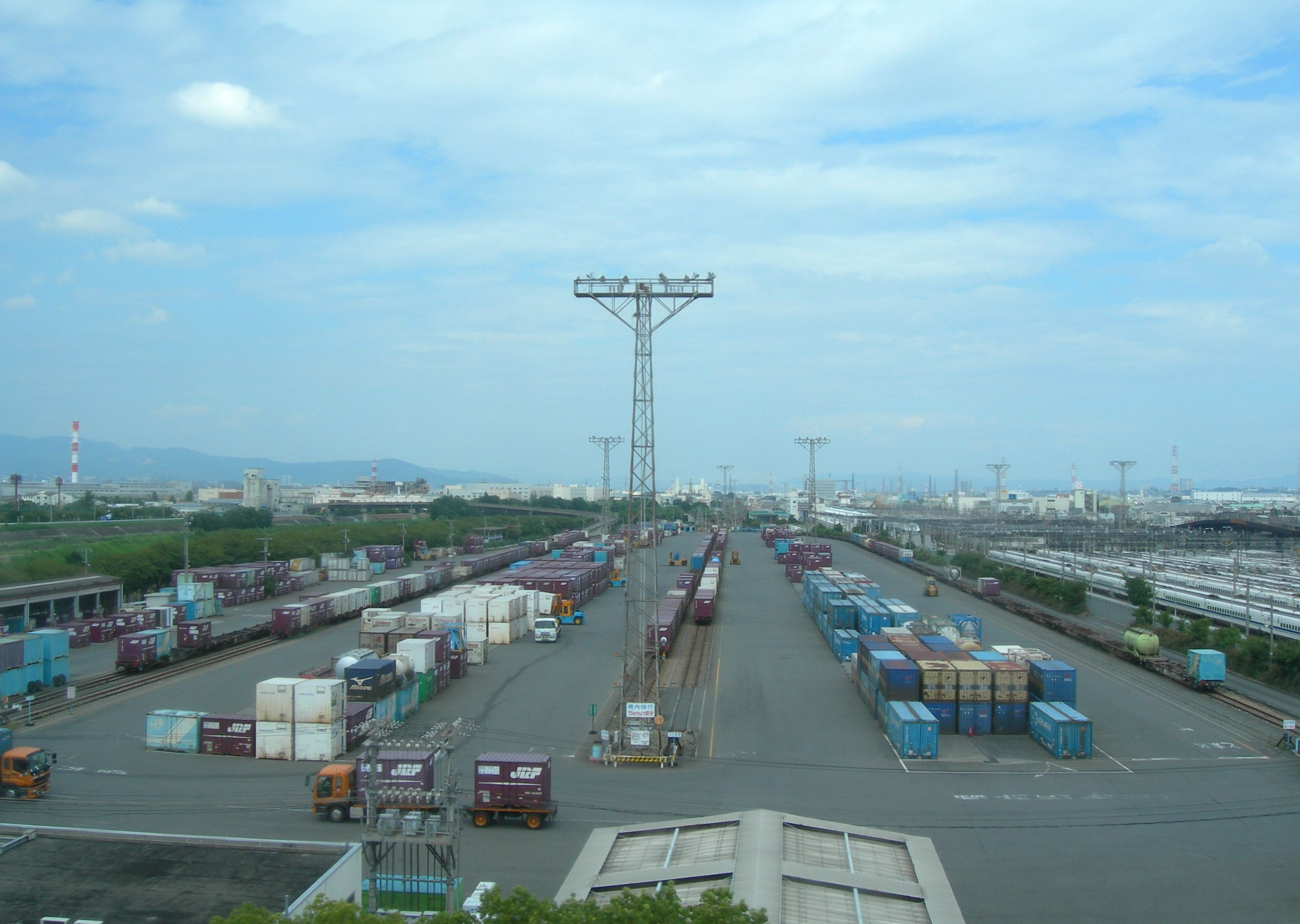
大阪貨物總站，右側為東海道新幹線鳥飼車輛基地

### 公路
- 近畿自動車道：（茨木市） - 攝津北交流道 - 攝津南交流道（日语：摂津南インターチェンジ） - （守口市）

## 觀光資源

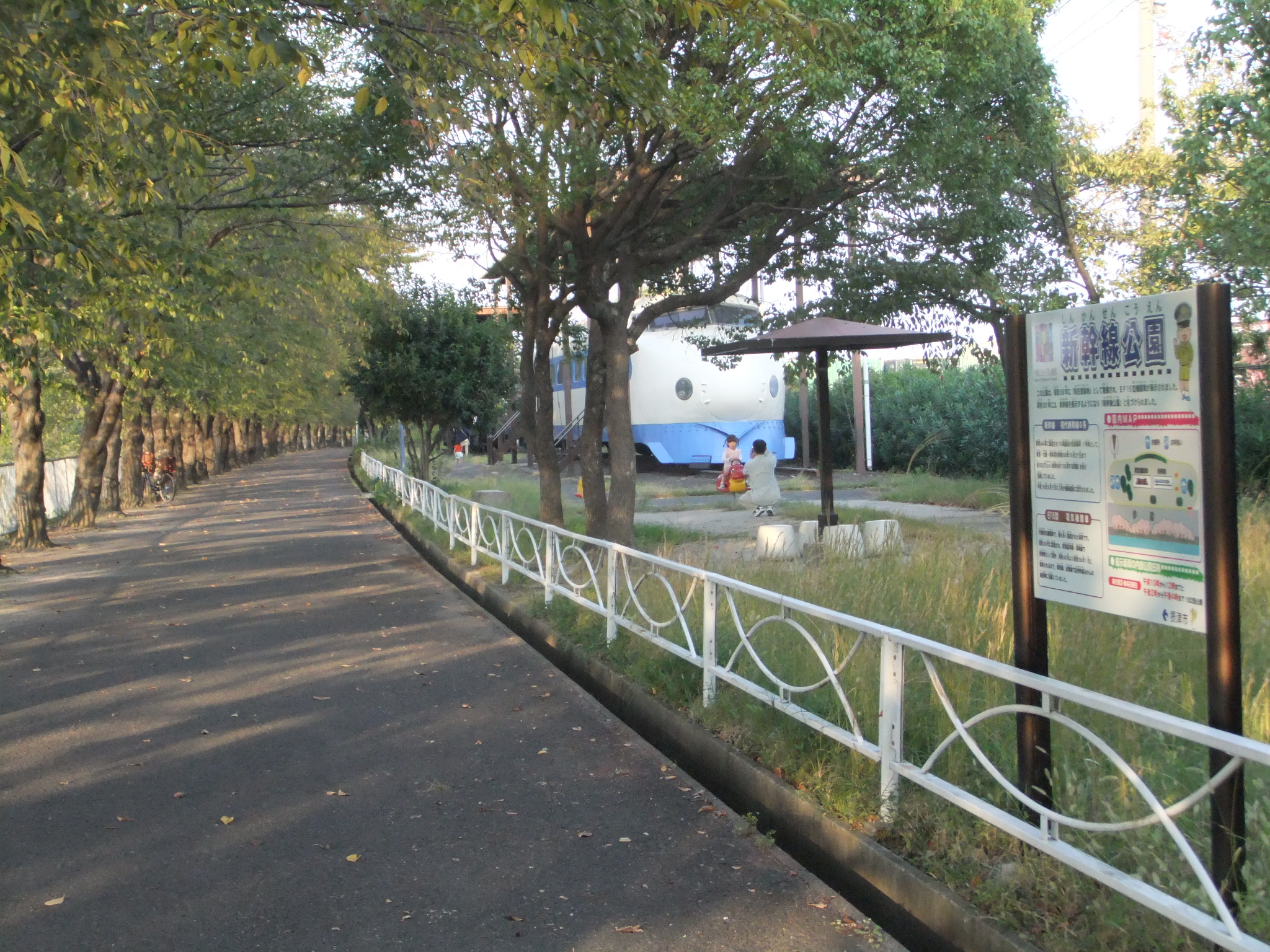
新幹線公園及園內展示的新幹線車輛

轄內主要綠地分別位於淀川及安威川沿岸，在日本貨物鐵道大阪貨物總站北側安威川沿岸區域設有新幹線公園，其中有展示新幹線車輛及鐵路機車。在淀川沿岸則有屬於國營公園的淀川河川公園。

## 教育

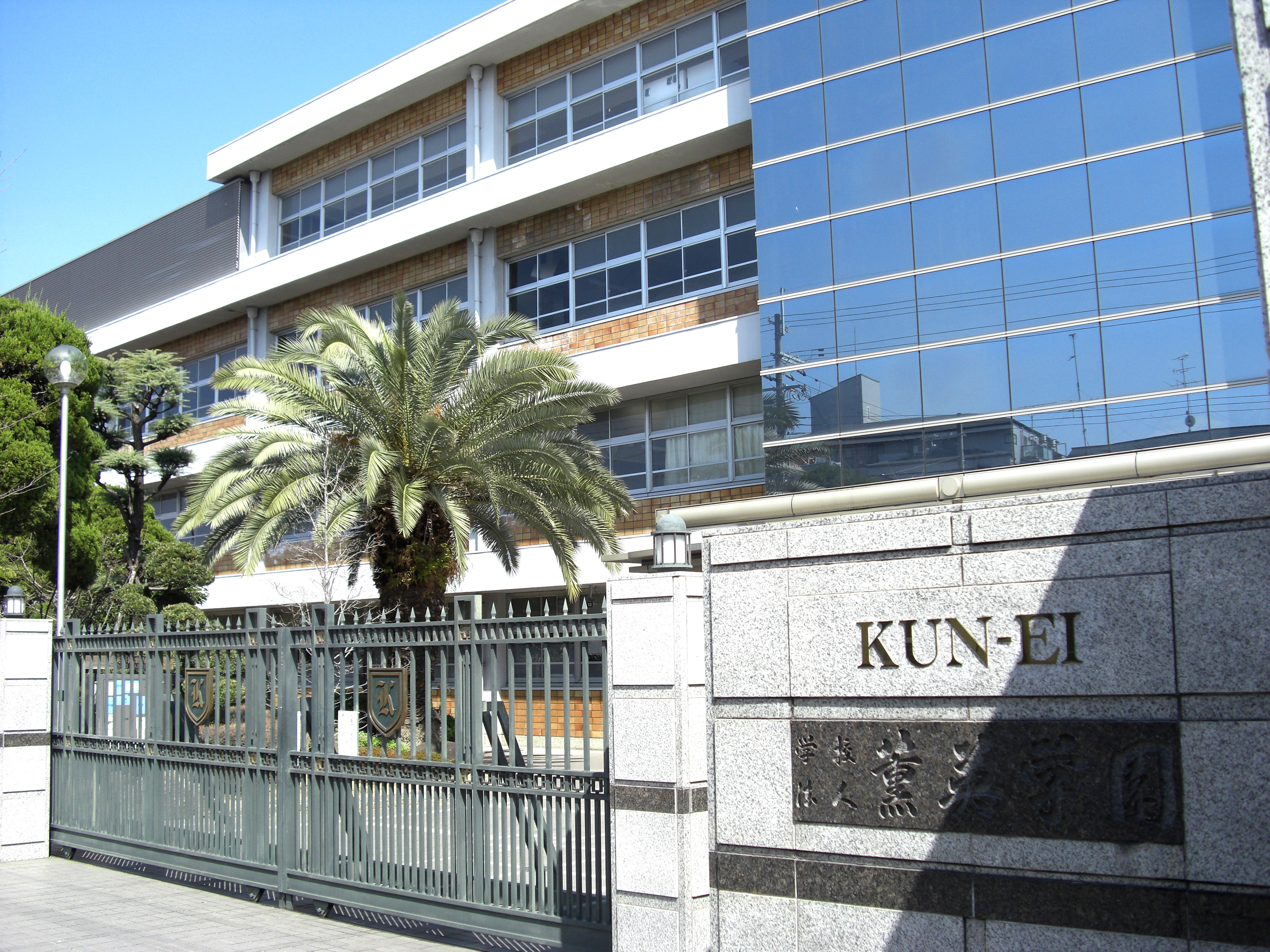
大阪薰英女學院中學校、高等學校

轄內的高等教育學校包括同是隸屬學校法人薫英學園的大阪薰英女子短期大學和大阪人間科學大學，該學院在攝津市內還設有大阪薰英女學院中學校及高等學校。

## 姊妹、友好城市

### 日本
參加「全國傳統地名（舊國名）市町村連絡會議」，為共36個使用舊國名作為行政區劃名稱的各行政區劃所組成的組織。

### 海外
- 蚌埠市（中國安徽省）
兩地於1984年締結為友好都市。
- 班德堡（澳大利亚昆士蘭州）
兩地於1998年締結為友好都市。

## 本地出身之名人
- 石櫃洋祐（日语：石櫃洋祐）：足球選手
- 鈴木紗理奈：藝人、演員、歌手
- 高橋光臣：演員
- 本田圭佑：足球選手
- 美風舞良：寶塚歌劇團演員